# كبلر-76b
كيبلر 76 بي (بالإنجليزية: Kepler-76b)‏ الذي يرمز له بالرمز Kepler-76b، هو كوكب خارج المجموعة الشمسية، في كوكبة الدجاجة (كوكبة).

## الاكتشاف
اكتشف في 2013.